# Rivière à la Truite (Chaudière)
Pour l’article homonyme, voir Rivière à la Truite.
La rivière à la Truite est un affluent de la rive est de la rivière Chaudière, laquelle coule vers le nord pour se déverser sur la rive sud du fleuve Saint-Laurent.
La rivière à la Truite coule dans les municipalités de Saint-René, de Saint-Théophile et de Saint-Martin, dans la municipalité régionale de comté (MRC) de Beauce-Sartigan, dans la région administrative de Chaudière-Appalaches, au Québec, au Canada.

## Géographie
Les principaux bassins versants voisins de la rivière à la Truite sont :
- côté nord : rivière Chaudière, ruisseau Stafford, ruisseau Loubier, rivière du Loup ;
- côté est : rivière du Loup ;
- côté sud : rivière du Moulin, rivière Samson ;
- côté ouest : rivière Chaudière.

La rivière à la Truite débute à la décharge d'un petit lac (altitude : 407 m) dans le 5e rang dans la municipalité de Saint-René, presque à la limite de Saint-Théophile. Ce lac est situé du côté est de la zone de tête du ruisseau Stafford.
À partir de sa source, la rivière à la Truite coule surtout en zone agricole, sur 12,0 km répartis selon les segments suivants :
- 1,5 km vers l'ouest, jusqu'au chemin du 5e rang ;
- 2,3 km vers le sud-ouest, jusqu'à la limite entre Saint-René et de Saint-Théophile ;
- 0,8 km vers le sud-ouest, en coupant la partie nord-ouest de la municipalité de Saint-Théophile, en recueillant les eaux du ruisseau Fortier ;
- 3,0 km vers le sud-ouest, en recueillant les eaux de la Petite rivière à la Truite (venant de l'est), jusqu'à la route du 3e rang de Jersey Sud ;
- 4,4 km vers l'ouest, en recueillant les eaux du ruisseau Jos-Cliche (venant du nord-est), jusqu'à sa confluence.

La rivière à la Truite se déverse sur la rive est de la rivière Chaudière, dans la municipalité de Saint-Martin-de-Beauce. Cette confluence est située au nord du village de Saint-Gédéon-de-Beauce, au sud du village de Saint-Martin et au nord de la confluence de la rivière du Moulin.

## Toponymie
Le toponyme « rivière à la Truite » a été officialisé le 5 décembre 1968 à la Commission de toponymie du Québec.